# 歌連臣角懲教所步操樂隊
歌連臣角懲教所步操樂隊（英文：Cape Collinson Correctional Institution Marching Band）於1958年成立，結束於2020年。隸屬於懲教署歌連臣角懲教所，負責音樂演奏及花式步操表演。步操樂隊在懲教署各項活動中均有參與演出，亦有應會慈善團體的邀請在不同場合參與外出表演，每年演出達數十次，直至歌連臣角懲教所停止用作低度設防院所為止 （页面存档备份，存于）  。

## 組織
歌連臣角懲教所步操樂隊主要由風笛手、管樂和敲擊樂手組成。樂隊現現時有約40名人員，均為在歌連臣角懲教所服刑的更生人士，由4名懲教署人員及1名主任教師領導樂隊。。

## 訓練
隊員一般需要接受6至7個月的訓練，內容包括樂器演奏和花式步操。

## 相關參見
- 香港警察樂隊
- 海關樂隊